# Жыршы
Жыршы — казахский народный певец-сказитель. В отличие от акына и жырау, жыршы — исполнитель, а не создатель фольклорных произведений.

## Казахские жыршы
В репертуаре жыршы преобладал героический и социально-бытовой эпос. Кроме того, ими исполнялись дастаны, кыйсса и толгау. Произведения исполнялись речитативом под аккомпанемент кубыза или домбры. Жыршы либо заучивали текст эпического произведения наизусть, либо импровизировали, сохраняя при этом сюжетную основу. В народе жыршы пользовались такой же популярностью, как жырау и акыны. Однако в XIX веке данный тип исполнителя полностью уступил место акынам.
Журналист газеты «Улт таймс» Зангар Каримхан отмечает тенденцию когда жыршы называют жырауом по причине утраты института жырауство у казахов.

## Аналоги у других народов
У киргизов ырчы — народный певец; рапсод (исполнитель отрывков богатырского эпоса, обычно заученных). Также используется термин «жомокчу». У кумыков ырчи (йырчи) — народный сказитель (обязательно мужчина).

## Представители
- Мұрын жырау — Тлеген Сенгирбеков (каз. Тілеген Сеңгірбекұлы) (1859—1954).